# Viola Savoy

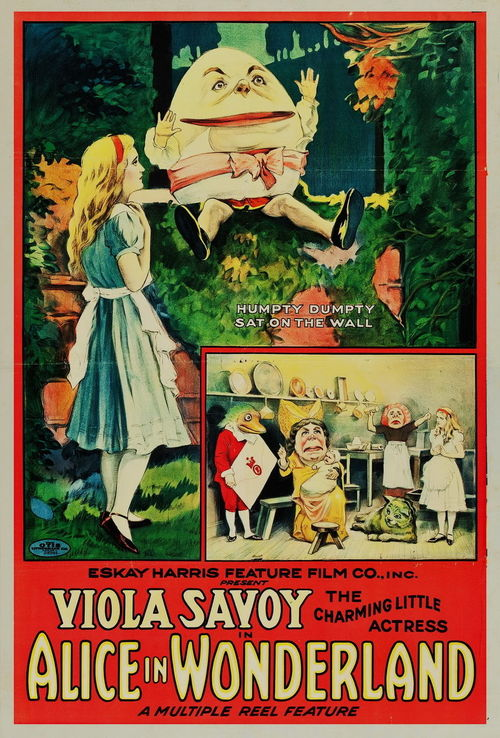
Alicia en el país de las maravillas (1915)

Viola Savoy (nacida Viola Kingston Sowars en Boston MA, 23 de julio de 1899-febrero de 1987) fue una actriz de cine mudo estadounidense. A los quince años, se convirtió en una de las primeras intérpretes de Alicia en el cine, protagonizando la película Alicia en el país de las maravillas en 1915, aparte de Alicia en el país de las maravillas y The Spendthrift, no se tienen registros sobre otras películas de la actriz.

## Filmografía
- Alicia en el país de las maravillas (1915)
- The Spendthrift (1915)